# 宇都自動車商会
株式会社宇都自動車商会（うとじどうしゃしょうかい）は、鹿児島県南九州市に本社を置くタクシー事業者である。愛称は「うとタクシー」。市内の旧川辺町・知覧町域を中心にタクシー事業を行う。また、本社のある南九州市のコミュニティバス「ひまわりバス」を受託運行する。
グループ会社に貸切バス事業者の有限会社さつま観光バス（さつまかんこうバス）を持つ。

## 沿革
- 1960年（昭和35年）2月2日 - 会社設立[1]。
- 2003年（平成15年）2月 - 川辺町から「川辺町地域バス」の受託運行を開始[4]。
- 2007年（平成19年）12月1日 - 市町村合併により南九州市が発足[5]。
- 2009年（平成21年）9月1日 - 南九州市により「ひまわりバス」が運行開始[5]、「川辺町地域バス」が「ひまわりバス」へ統合される。これに伴い「ひまわりバス」の受託運行を開始。

## 本社・営業所
- 本社営業所 - 鹿児島県南九州市川辺町平山3206番地[1]
- 知覧営業所 - 鹿児島県南九州市知覧町郡16772番地[1]

## 受託路線

### 過去の路線
南九州市に合併前の旧川辺町が運行を始め、「ひまわりバス」運行開始まで運行していた「川辺町地域バス」の以下路線を運行受託していた。
- 高田上 - 田部田島線
文化会館 - 島 - 高田下 - 上の前
- 松尾城 - 野間里線
文化会館 - 古殿公民館 - 松尾城
- 越原 - 田部田佐々良線
文化会館 - 佐々良 - 越原
- 馬立 - 小崎線
文化会館 - 小崎 - 馬立

## 車両
- タクシー車両は、小型タクシー10台、9人乗りジャンボタクシー6台を保有する[1]。
- 福祉タクシー車両は、大型1台、小型（軽自動車）2台を保有する[1]。

## 関連会社
- 有限会社さつま観光バス[2]
  - 本社所在地：鹿児島県南九州市川辺町平山3206番地（宇都自動車商会と同一）
  - 代表取締役：宇都和久（宇都自動車商会と同一）